# Magne Myrmo
Magne Gunnbjørn Myrmo (Rennebu, 30 luglio 1943) è un ex fondista norvegese.

## Palmarès

### Olimpiadi invernali
- Argento a Sapporo 1972 nella staffetta 4x10 km.

### Mondiali
- Oro a Falun 1974 nei 15 km.
- Bronzo a Falun 1974 nella staffetta 4x10 km.